# كهف يافته
يافته هو كهف من العصر الحجري القديم العلوي يقع أسفل جبل يافته في سلسلة جبال زاغروس شمال غرب خرم أباد غرب زاغروس، لرستان، غرب إيران.

## تاريخ
اكتشف الكهف وحُفر لاحقًا بواسطة اثنين من علماء الآثار الأمريكيين، فرانك هول وكينت فلانيري، في ستينيات القرن العشرين. احتوى الكهف على أدوات من العصر الحجري القديم العلوي. وأشارة عدة عينات مؤرخة بالكربون المشع أن الكهف قد استوطن قبل ما بين 30 و35 ألف سنة مضت. نشر العالمان بعض نتائج حفرهم في بحث عام عن استكشاف مواقع ما قبل التاريخ في لرستان ودهلوران.